# Nils Økland

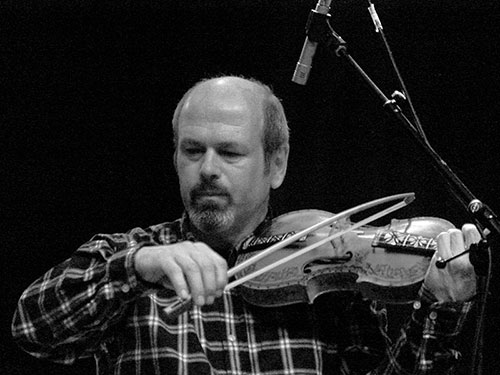
Nils Økland 2015

Nils Økland (* 7. Januar 1961) ist ein norwegischer Violinist (Hardangerfiedel) und Komponist, der im Bereich Neo-Folk, elektronischer, experimenteller und Jazz-Musik arbeitet.

## Leben und Wirken
Økland ist der Bruder des Gitarristen und Trompeters Torbjørn Økland. Er spielte in den 1980er Jahren mit den Formationen Løver og Tigre (1983), Balkansemblet (1984–1995 und erneut 2005) und im Duo mit dem Jazzbassisten Bjørnar Andresen (1986). Er arbeitete in den 1980er Jahren im Bereich der Folk- und Rockmusik, u. a. mit Bent Erlandsen's Cafeensemble, Anne Grete Preus (Fullmåne, mit Nils Petter Molvær), der Formation deLillos (Hjernen Er Alene; 1989).
Mit Arvid Gangsø und Jorun Hafstad spielte er in dem Trio Skinn og Bein. Mit der Improvisationsband Supersilent hatte er einen Auftritt in der BBC Radio 3-Sendung The Wire Sessions Live (2000); das Konzertprogramm beschrieb Økland als einen
virtuoso of the traditional Harding fiddle with a solo set that lights up the grey area separating folk forms from free improvisation and modern composition.
1996 legte er mit Blå harding  sein Debüt-Soloalbum vor. Bris (erschienen auf Rune Grammofon 2004) enthielt eigene Kompositionen und Musik Øklands für Jon Fosses Theaterstück Melankolika, das auf dem tragischen Leben des Künstlers Lars Hertervig (1830–1902) basiert.
2009 spielte er in einem Improvisationstrio mit dem Pianisten/Harmoniumspieler Sigbjørn Apeland und dem Schlagzeuger Øyvind Skarbo das Album 1982 ein, gefolgt von einem Duoalbum 2011 mit Sigbjørn Apeland, Lysøen: Hommage à Ole Bull (ECM), als Hommage an den Violinisten und Komponisten Ole Bull (1810–1880).
Økland wirkte außerdem bei Aufnahmen von Christian Wallumrød (A Year From Easter, ECM 2004), Helene Bøksle (Elverhøy 2006), Alf Cranner (Som En Rose: Alf Cranner Tolker Robert Burns, 2004), des Folkjazz-Trios BNB (Ein Song Frå Dei Utsunge Stunder 2005, mit Berit Opheim und Bjørn Kjellemyr), David Rothenberg (Ürgne Kaja (Primal Echo), 2007) und der Experimentalband von Robert Jürjendal, Petri Kuljuntausta & David Rothenberg (3 Corners of the World, 2008) mit, ferner bei Benedicte Maurseth, Knut Hamre, Kari Bremnes, Karoline Krüger und Hans Fredrik Jacobsen. Als Leiter der Ole Bull Akademiet organisierte Økland Konzerte in dem Programm Concerts Norway.

## Diskographische Hinweise
- 1996 –  Blå Harding, mit Lazlo Ratz, Pål Thorstensen, Torbjørn Økland, Sigbjørn Apeland, Berit Opheim. (Morild)
- 1998 – Horizon, mit László Rácz, Pål Thorstensen, Sigbjørn Apeland, Torbjørn Økland. (Morild)
- 2000 – Straum, mit Pål Thorstensen, Torbjørn Økland, Sigbjørn Apeland, Åsne Valland Nordli. (Rune Grammofon)
- 2004 – Bris, mit Mats Eilertsen, Sigbjørn Apeland, Håkon Stene, Per Oddvar Johansen. (Rune Grammofon)
- 2009 – Monograph, solo. (ECM Records)
- 2009 – 1982, mit Sigbjørn Apeland, Øyvind Skarbø, Nils Økland. (NORcd)
- 2011 – Lysøen: Hommage à Ole Bull, mit Sigbjørn Apeland. (ECM Records)
- 2015 – Kjølvatn (Nils Økland Band). (ECM Records)
- 2017 – Lysning (Nils Økland Band). (Hubro Music)
- 2023 – Glimmer, mit Sigbjørn Apeland. (ECM Records)